# Columbarium subcontractum
Columbarium subcontractum là một loài ốc biển cỡ lớn, là động vật thân mềm chân bụng sống ở biển thuộc họ Turbinellidae.